# Lonnie Chisenhall
Lonnie David Chisenhall (ur. 4 października 1988) – amerykański baseballista występujący na pozycji trzeciobazowego w Cleveland Indians.

## Przebieg kariery
Po ukończeniu szkoły średniej, w czerwcu 2006 został wybrany w 11. rundzie draftu przez Pittsburgh Pirates, jednak nie podpisał kontraktu z organizacją tego klubu, gdyż zdecydował się podjąć studia na University of South Carolina. Na pierwszym roku studiów został wyrzucony z zespołu South Carolina Gamecocks za kradzież sprzętu elektronicznego z akademika. W 2008 przeniósł się na Pitt Community College, gdzie występował w drużynie PCC Bulldogs.
W czerwcu 2008 został wybrany w pierwszej rundzie draftu z numerem 29. przez Cleveland Indians i początkowo grał w klubach farmerskich tego zespołu, między innymi w Columbus Clippers, reprezentującym poziom Triple-A. W Major League Baseball zadebiutował 27 czerwca 2011 w meczu przeciwko Arizona Diamondbacks, w którym zaliczył RBI single i double'a. 6 lipca 2011 w spotkaniu z New York Yankees na Progressive Field zdobył pierwszego home runa w MLB.
9 czerwca 2014 w wygranym 17–7 przez Indians wyjazdowym meczu przeciwko Texas Rangers został pierwszym zawodnikiem od 1920 roku, który w pięciu odbiciach na pięć podejść, zdobył trzy home runy i 9 RBI.